# Württemberg

Württemberg în componența Imperiului German

Württemberg este o regiune în sud-vestul Germaniei. În 1952 a devenit parte a landului federal german Baden-Württemberg.